# Open d'Orléans 2010
L'Open d'Orléans 2010 è un torneo professionistico di tennis maschile giocato sul cemento indoor, che faceva parte dell'ATP Challenger Tour 2010. Si è giocato ad Orléans in Francia dal 18 al 24 ottobre 2010.

## Partecipanti

### Teste di serie
| Nazionalità | Giocatore        | Ranking* | Testa di serie |
| ----------- | ---------------- | -------- | -------------- |
| Francia     | Michaël Llodra   | 28       | 1              |
| Belgio      | Xavier Malisse   | 51       | 2              |
| Slovacchia  | Lukáš Lacko      | 73       | 3              |
| Francia     | Stéphane Robert  | 93       | 4              |
| Germania    | Björn Phau       | 99       | 5              |
| Francia     | Adrian Mannarino | 108      | 6              |
| Giamaica    | Dustin Brown     | 109      | 7              |
| Belgio      | Steve Darcis     | 110      | 8              |

- Ranking all'11 ottobre 2010.

### Altri partecipanti
Giocatori che hanno ricevuto una wild card:
- Michaël Llodra
- Xavier Malisse
- Vincent Millot
- Alexandre Sidorenko
- Marc Gicquel (special entrant)

Giocatori passati dalle qualificazioni:
- Pierre-Hugues Herbert
- Romain Jouan
- Philipp Oswald (Lucky loser)
- Nicolas Renavand
- Mathieu Rodrigues

## Campioni

### Singolare
Nicolas Mahut ha battuto in finale  Grigor Dimitrov con il punteggio di 2–6, 7–6(6), 7–6(4).

### Doppio
Pierre-Hugues Herbert /  Nicolas Renavand hanno battuto in finale  Sébastien Grosjean /  Nicolas Mahut con il punteggio di 7–6(3), 1–6, [10–6].